# Kolonchi
Kolonchi – osada (buurt) w dzielnicy Labadera, miasta Willemstad, w dystrykcie Willemstad, w kraju autonomicznym Curaçao, należącym do Holandii, w Ameryce Południowej. 20 października 2023 r. liczyła 98 mieszkańców. 